# Lama dei Peligni
Lama dei Peligni es una localidad de 1.478 habitantes en la provincia de Chieti: forma parte de la Comunità Montana Aventino-Medio Sangro.

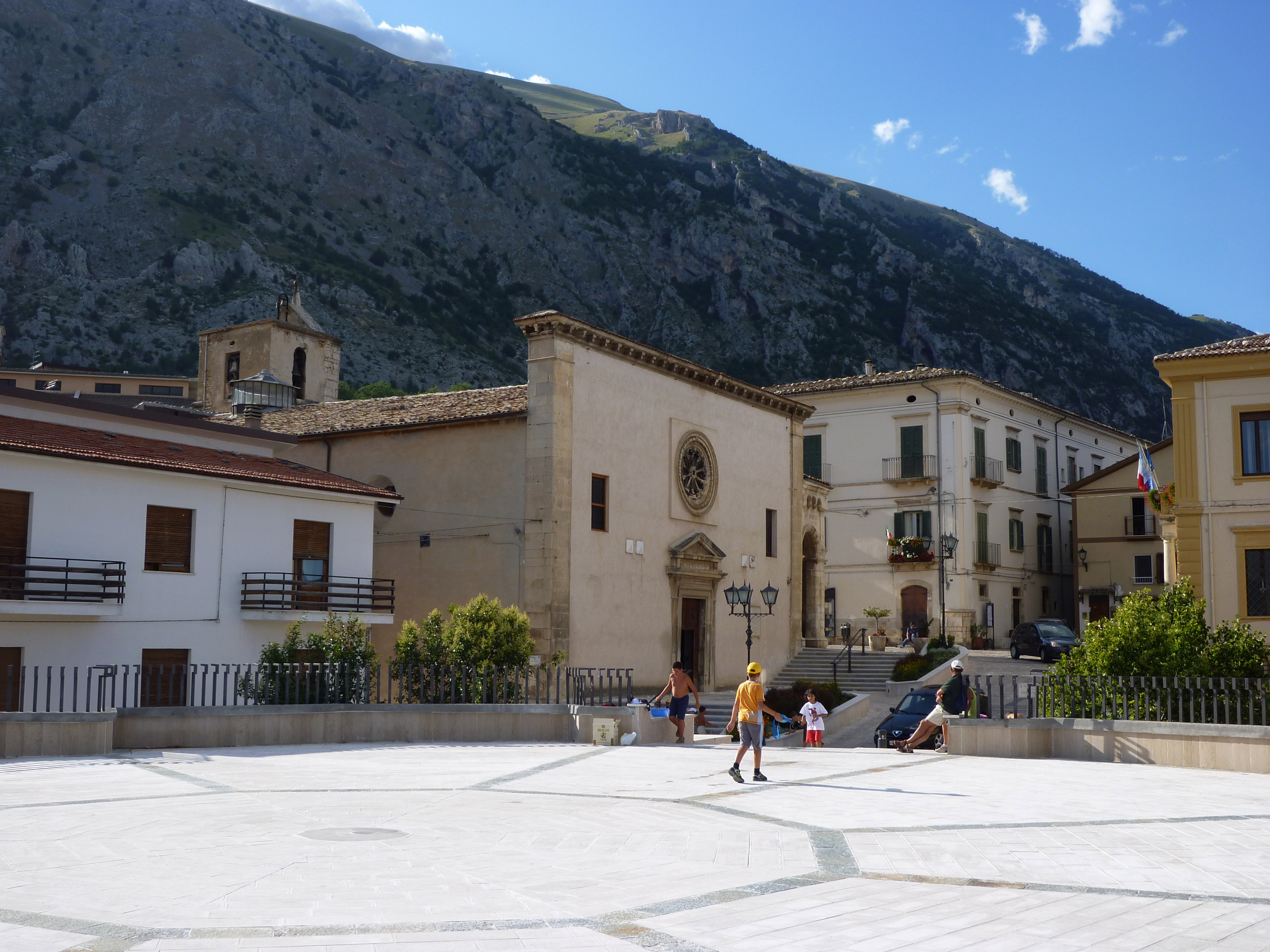
Lama del Peligni

## Evolución demográfica
| Gráfica de evolución demográfica de Lama dei Peligni entre 1861 y 2001 |
|                                                                        |
| Fuente ISTAT - elaboración gráfica de Wikipedia                        |

- Datos: Q51243
- Multimedia: Lama dei Peligni / Q51243

1. ↑  Worldpostalcodes.org, código postal n.º 66010.
2. ↑  «Codici Catastali». Comuni-italiani.it (en italiano). Consultado el 29 de abril de 2017.